# Eleição municipal de Belém em 2012
A eleição municipal da cidade brasileira de Belém em 2012 ocorreu em 7 de outubro para eleger um prefeito, um vice-prefeito e 35 vereadores para a administração da cidade paraense. O prefeito titular, Duciomar Costa (PTB), não pôde concorrer à reeleição, posto que já havia exercido dois mandatos consecutivos.
Com um recorde de dez postulantes ao Palácio Antônio Lemos, a capital paraense mais uma vez decidiu pela realização de um segundo turno, algo comum desde o pleito de 1996, disputando a etapa final o ex-prefeito e deputado estadual Edmilson Rodrigues (PSOL) e o então deputado federal Zenaldo Coutinho (PSDB), sendo o tucano o vitorioso neste pleito, angariando a maior votação nominal na história do município até o momento: 438.435 votos, equivalente a 56,61% dos votos válidos.
Em relação às 35 cadeiras da Câmara Municipal de Belém, 20 passaram a ser ocupadas por novos mandatários, enquanto 15 foram reconduzidos para mais um período.

## Regras
É no período de convenções que os partidos decidem quais filiados podem pedir registro de candidatura e se as siglas disputarão o pleito coligadas ou não com outras legendas. Ainda de acordo com o caput do artigo 8º da Lei nº 9.504/97, a ata com o registro dos candidatos e coligações escolhidos por cada partido deve ser lavrada em livro aberto e rubricado pela Justiça Eleitoral. Os partidos que quisessem disputar o pleito de 2012 deveriam estar registrados no TSE até 7 de outubro de 2011, enquanto os cidadãos que desejassem ser candidatos deveriam estar filiados a um partido até a mesma data.
As convenções para a escolha dos candidatos ocorreram entre 10 e 30 de junho, enquanto o registro das candidaturas e alianças junto aos Tribunais Regionais Eleitorais (TREs) ocorreu até 5 de julho. A partir do registro, a propaganda eleitoral foi autorizada. A propaganda eleitoral gratuita – duas faixas diárias na televisão aberta e no rádio reservadas à propaganda política, pagas pelo fundo da Justiça Eleitoral – irá ser exibida de 21 de agosto até 4 de outubro. Segundo a lei eleitoral em vigor, o sistema de dois turnos – caso o candidato mais votado receber menos de 50% +1 dos votos – está disponível apenas em cidades com mais de 200 mil eleitores.

## Candidatos
| Nº | Prefeito(a)  | Prefeito(a)        | Prefeito(a) | Prefeito(a) | Vice-Prefeito(a) | Vice-Prefeito(a) | Vice-Prefeito(a)        | Vice-Prefeito(a) | Vice-Prefeito(a) | Coligação Partido(s)                                                           | Tempo no Horário Eleitoral             |
| Nº | Candidato(a) | Candidato(a)       | Partido     | Cargos relevantes | Candidato(a)     | Candidato(a)     | Candidato(a)            | Partido          | Cargos relevantes | Coligação Partido(s)                                                           | Tempo no Horário Eleitoral             |
| -- | ------------ | ------------------ | ----------- | --- | ---------------- | ---------------- | ----------------------- | ---------------- | --- | ------------------------------------------------------------------------------ | -------------------------------------- |
| 11 |              | Jefferson Lima     | PP          | - Jornalista e Radialista |                  |                  | Ana Figueiredo          | PP               | - Economista | Sem Coligação                                                                  | 2 minutos, 35 segundos e 91 centésimos |
| 13 |              | Alfredo Costa      | PT          | - Vereador por Belém (2005–2012) - Professor de Ensino Superior |                  |                  | Cláudio Arroyo          | PT               | - Professor de Ensino Superior | Frente Popular Muda Belém - Partido Trabalhista Nacional (PTN)                 | 4 minutos, 23 segundos e 51 centésimos |
| 15 |              | José Priante       | PMDB        | - Deputado Federal (1995 - 2007, 2011 - atualmente) - Deputado Estadual (1991 - 1994) - Vereador por Belém (1989 - 1991)                                                                                                |                  |                  | Pastor Kadmiel Pacífico | PSC              | - Engenheiro Civil | Juntos pra fazer melhor - Partido Humanista da Solidariedade (PHS)             | 4 minutos, 30 segundos e 53 centésimos |
| 17 |              | Sérgio Pimentel    | PSL         | - Secretário Municipal de Saúde (2009 - 2010) - Engenheiro Civil |                  |                  | Bruno Monteiro          | PSL              | - Advogado | Sem Coligação                                                                  | 1 minuto, 2 segundos e 34 centésimos   |
| 22 |              | Anivaldo Vale      | PR          | - Vice-Prefeito de Belém (2009–2012) - Deputado Federal (1995 - 2007) |                  |                  | Raimundo Castro         | PTB              | - Vereador de Belém (2001–2012) - Médico | União por Belém - Partido Republicano Brasileiro (PRB)                         | 4 minutos, 23 segundos e 51 centésimos |
| 23 |              | Arnaldo Jordy      | PPS         | - Deputado Federal (2011 - 2019) - Deputado Estadual (2005 - 2011) - Vereador por Belém (1986 - 2001) |                  |                  | José Francisco          | PV               | - Presidente da Federação dos Trabalhadores no Comércio de Bens e Serviços dos Estados do Pará e Amapá (FETRACOM) - Professor de Ensino Superior | Belém tem jeito - Democratas (DEM)                                             | 2 minutos, 40 segundos e 58 centésimos |
| 28 |              | Marcos Rêgo        | PRTB        | - Pedagogo |                  |                  | Silas Rodrigues         | PRTB             | - Servidor Público Municipal | Sem Coligação                                                                  | 1 minuto, 4 segundos e 68 centésimos   |
| 45 |              | Zenaldo Coutinho   | PSDB        | - Deputado Federal (1999 - 2012) - Secretário Estadual de Proteção e Desenvolvimento Social (2011) - Chefe da Casa Civil do Pará (2011) - Deputado Estadual (1991 - 1999) - Vereador por Belém (1983 - 1991) - Advogado |                  |                  | Karla Martins           | PSB              | - Advogada | União em Defesa de Belém - Partido Republicano Progressista (PRP)              | 6 minutos, 39 segundos e 18 centésimos |
| 50 |              | Edmilson Rodrigues | PSOL        | - Deputado Estadual (1987 - 1995, 2011 - 2015) - Prefeito de Belém (1997 - 2004) - Professor de Ensino Superior - Arquiteto                                                                                             |                  |                  | Jorge Panzera           | PCdoB            | - Servidor Público Municipal | Belém nas mãos do povo - Partido Socialista dos Trabalhadores Unificado (PSTU) | 1 minuto, 39 segundos e 77 centésimos  |
| 54 |              | Leny Campêlo       | PPL         | - Técnica em Construção Civil |                  |                  | Hamilton Barbosa        | PPL              | - Comerciante | Sem Coligação                                                                  | 1 minuto                               |

## Pesquisas

### Primeiro Turno
| Data           | Instituto  | Edmilson Rodrigues (PSOL) | Zenaldo Coutinho (PSDB) | José Priante (PMDB) | Anivaldo Vale (PR) | Jefferson Lima (PP) | Arnaldo Jordy (PPS) | Alfredo Costa (PT) | Brancos e Nulos | Indecisos |
| -------------- | ---------- | ------------------------- | ----------------------- | ------------------- | ------------------ | ------------------- | ------------------- | ------------------ | --------------- | --------- |
| 10/08/2012 [a] | Ibope      | 42%                       | 12%                     | 22%                 | 2%                 | 5%                  | 7%                  | 1%                 | 5%              | 3%        |
| 23/08/2012 [b] | Vox Populi | 37%                       | 15%                     | 11%                 | 2%                 | 4%                  | 5%                  | 2%                 | 7%              | 17%       |
| 31/08/2012 [c] | Ibope      | 47%                       | 12%                     | 16%                 | 3%                 | 6%                  | 6%                  | 3%                 | 4%              | 3%        |
| 12/09/2012 [d] | Vox Populi | 39%                       | 16%                     | 12%                 | 5%                 | 5%                  | 4%                  | 2%                 | 5%              | 12%       |
| 21/09/2012 [e] | Ibope      | 38%                       | 20%                     | 16%                 | 5%                 | 8%                  | 5%                  | 2%                 | 3%              | 3%        |
| 26/09/2012 [f] | Vox Populi | 27%                       | 25%                     | 10%                 | 7%                 | 6%                  | 5%                  | 2%                 | 4%              | 14%       |

a  - Os seguintes candidatos não chegaram a 1% das intenções de voto: Leny Campêlo (PPL), Marcos Rego (PRTB) e Sérgio Pimentel (PSL).
b  - Os seguintes candidatos não chegaram a 1% das intenções de voto: Leny Campêlo (PPL), Marcos Rego (PRTB) e Sérgio Pimentel (PSL).
c  - Os seguintes candidatos não chegaram a 1% das intenções de voto: Leny Campêlo (PPL), Marcos Rego (PRTB) e Sérgio Pimentel (PSL).
d  - Os seguintes candidatos não chegaram a 1% das intenções de voto: Leny Campêlo (PPL), Marcos Rego (PRTB) e Sérgio Pimentel (PSL).
e  - Os seguintes candidatos não chegaram a 1% das intenções de voto: Leny Campêlo (PPL), Marcos Rego (PRTB) e Sérgio Pimentel (PSL).
f  - Os seguintes candidatos não chegaram a 1% das intenções de voto: Leny Campêlo (PPL), Marcos Rego (PRTB) e Sérgio Pimentel (PSL).

### Segundo Turno
| Data           | Instituto  | Zenaldo Coutinho (PSDB) | Edmilson Rodrigues (PSOL) | Brancos e Nulos | Indecisos |
| -------------- | ---------- | ----------------------- | ------------------------- | --------------- | --------- |
| 15/10/2012 [a] | Veiga      | 48%                     | 37,2%                     | 3,8%            | 11%       |
| 15/10/2012 [b] | Vox Populi | 48%                     | 36%                       | 6%              | 9%        |
| 20/10/2012 [c] | Veiga      | 50%                     | 40,5%                     | 3,8%            | 5,7%      |
| 20/10/2012 [d] | Ibope      | 51%                     | 42%                       | 4%              | 3%        |
| 27/10/2012 [e] | Ibope      | 53%                     | 40%                       | 5%              | 2%        |

## Resultados do Primeiro Turno

### Prefeito
Resultado das eleições para prefeito de Belém. 100,00% apurado.
| Candidato(a)              | Vice                   | 1º Turno 7 de outubro de 2012 | 1º Turno 7 de outubro de 2012 |
| Candidato(a)              | Vice                   | Votação                       | Votação                       |
| Porcentagem               | Total                  | Porcentagem                   | Total                         |
| ------------------------- | ---------------------- | ----------------------------- | ----------------------------- |
| Edmilson Rodrigues (PSOL) | Jorge Panzera (PCdoB)  | 32,58 %                       | 252.049                       |
| Zenaldo Coutinho (PSDB)   | Karla Martins (PSB)    | 30,67 %                       | 237.252                       |
| Jefferson Lima (PP)       | Ana Figueiredo (PP)    | 12,89 %                       | 99.714                        |
| José Priante (PMDB)       | Kadmiel Pacífico (PSC) | 8,79 %                        | 68.021                        |
| Anivaldo Vale (PR)        | Raimundo Castro (PTB)  | 6,68 %                        | 51.703                        |
| Arnaldo Jordy (PPS)       | Zé Francisco (PV)      | 4,92 %                        | 38.067                        |
| Alfredo Costa (PT)        | Cláudio Arroyo (PT)    | 3,06 %                        | 23.678                        |
| Marcos Rêgo (PRTB)        | Silas Rodrigues (PRTB) | 0,18 %                        | 1.359                         |
| Leny Campêlo (PPL)        | Hamilton Barbosa (PPL) | 0,16 %                        | 1.236                         |
| Sérgio Pimentel (PSL)     | Bruno Monteiro (PSL)   | 0,07 %                        | 564                           |
| Total de votos válidos    | Total de votos válidos | 93,38 %                       | 773.643                       |
| Votos em branco           | Votos em branco        | 2,82 %                        | 23.362                        |
| Votos nulos               | Votos nulos            | 3,80 %                        | 31.520                        |
| Total                     | Total                  | 82,05 %                       | 828.525                       |
| Abstenções                | Abstenções             | 17,95 %                       | 181.231                       |
| Votos apurados            | Votos apurados         | 100,00 %                      | 828.525                       |
| Total de eleitores        | Total de eleitores     | 100,00 %                      | 828.525                       |

| Partido | Partido | Candidato          | Votos   | Votos (%) |
| ------- | ------- | ------------------ | ------- | --------- |
|         | PSOL    | Edmilson Rodrigues | 252 049 | 32,58%    |
|         | PSDB    | Zenaldo Coutinho   | 237 252 | 30,67%    |
|         | PP      | Jefferson Lima     | 99 714  | 12,89%    |
|         | PMDB    | José Priante       | 68 021  | 8,79%     |
|         | PR      | Anivaldo Vale      | 51 703  | 6,68%     |
|         | PPS     | Arnaldo Jordy      | 38 067  | 4,92%     |
|         | PT      | Alfredo Costa      | 23 678  | 3,06%     |
|         | PRTB    | Marcos Rêgo        | 1 359   | 0,18%     |
|         | PPL     | Leny Campêlo       | 1 236   | 0,16%     |
|         | PSL     | Sérgio Pimentel    | 564     | 0,07%     |
| Totais  | Totais  | Totais             | 773 643 |           |
| Fonte:  |         |                    |         |           |

### Vereador
| Candidato           | Partido | Coligação                                      | Resultado |
| ------------------- | ------- | ---------------------------------------------- | --------- |
| Marinor Brito       | PSOL    | Frente de Esquerda PSOL / PSTU                 | 2,88 %    |
| Pastor Raul Batista | PRB     | PRB                                            | 1,42 %    |
| Iran Moraes         | PT      | Frente Popular Avança Belém PT / PTN           | 1,33 %    |
| Vandick Lima        | PP      | PP                                             | 1,29 %    |
| Dr. Vanderlan       | PMDB    | PMDB                                           | 1,27 %    |
| Nemias Valentim     | PSDB    | PSDB/PSD PSDB / PSD                            | 1,13 %    |
| Paulo Queiroz       | PSDB    | PSDB/PSD PSDB / PSD                            | 1,12 %    |
| Scaff               | PMDB    | PMDB                                           | 1,09 %    |
| Paulo Bengston      | PTB     | União Por Belém II PTB / PR                    | 1,09 %    |
| Thiago Araújo       | PPS     | Frente Popular Belém Tem Jeito PPS / DEM       | 1,05 %    |
| Orlando Reis        | PSD     | PSDB/PSD PSDB / PSD                            | 1,00 %    |
| Zeca Pirão          | PMDB    | PMDB                                           | 0,95 %    |
| Bispo Rocha         | PMDB    | PMDB                                           | 0,93 %    |
| Pio Netto           | PTB     | União Por Belém II PTB / PR                    | 0,87 %    |
| Victor Cunha        | PTB     | União Por Belém II PTB / PR                    | 0,86 %    |
| Gleysson            | PSB     | PSB                                            | 0,78 %    |
| Ivanise             | PT      | Frente Popular Avança Belém PT / PTN           | 0,77 %    |
| Profº Luiz Pereira  | PR      | União Por Belém II PTB / PR                    | 0,74 %    |
| Rildo Pessoa        | PDT     | PDT                                            | 0,73 %    |
| Meg Barros          | PSOL    | Frente de Esquerda PSOL / PSTU                 | 0,69 %    |
| Josias Higino       | PSB     | PSB                                            | 0,68 %    |
| Eduarda Louchard    | PPS     | Frente Popular Belém Tem Jeito PPS / DEM       | 0,68 %    |
| Profº Elias         | PPS     | Frente Popular Belém Tem Jeito PPS / DEM       | 0,67 %    |
| Dr. Abel Loureiro   | DEM     | Frente Popular Belém Tem Jeito PPS / DEM       | 0,66 %    |
| Amaury da APPD      | PT      | Frente Popular Avança Belém PT / PTN           | 0,66%     |
| Cleber Rabelo       | PSTU    | Frente de Esquerda PSOL / PSTU                 | 0,62 %    |
| Mauro Freitas       | PSDC    | Belém quer mais PSDC / PMN / PTC / PRP / PTdoB | 0,57 %    |
| Dr. Elenilson       | PTdoB   | Belém quer mais PSDC / PMN / PTC / PRP / PTdoB | 0,61 %    |
| Igor Normando       | PHS     | PHS                                            | 0,46 %    |
| Fernando Carneiro   | PSOL    | Frente de Esquerda PSOL / PSTU                 | 0,46 %    |
| Miguel Rodrigues    | PRB     | PRB                                            | 0,46 %    |
| Dr. Chiquinho       | PSOL    | Frente de Esquerda PSOL / PSTU                 | 0,43 %    |
| Dinely              | PSC     | PSC                                            | 0,39 %    |
| Sandra Batista      | PCdoB   | PCdoB                                          | 0,31 %    |
| Moá Moraes          | PCdoB   | PCdoB                                          | 0,30 %    |

## Resultados do Segundo Turno

### Prefeito
Resultado das eleições para prefeito de Belém. 100,00% apurado.
| Candidato(a)              | Vice                   | 2º Turno 28 de outubro de 2012 | 2º Turno 28 de outubro de 2012 |
| Candidato(a)              | Vice                   | Votação                        | Votação                        |
| Porcentagem               | Total                  | Porcentagem                    | Total                          |
| ------------------------- | ---------------------- | ------------------------------ | ------------------------------ |
| Zenaldo Coutinho (PSDB)   | Karla Martins (PSB)    | 56,61 %                        | 438.435                        |
| Edmilson Rodrigues (PSOL) | Jorge Panzera (PCdoB)  | 43,39 %                        | 336.059                        |
| Total de votos válidos    | Total de votos válidos | 95,88 %                        | 774.494                        |
| Votos em branco           | Votos em branco        | 1,56 %                         | 12.596                         |
| Votos nulos               | Votos nulos            | 2,56 %                         | 20.652                         |
| Total                     | Total                  | 79,99 %                        | 807.741                        |
| Abstenções                | Abstenções             | 20,01 %                        | 202.015                        |
| Votos apurados            | Votos apurados         | 100,00 %                       | 807.741                        |
| Total de eleitores        | Total de eleitores     | 100,00 %                       | 807.741                        |

| Partido | Partido | Candidato          | Votos   | Votos (%) |
| ------- | ------- | ------------------ | ------- | --------- |
|         | PSDB    | Zenaldo Coutinho   | 438 435 | 56,61%    |
|         | PSOL    | Edmilson Rodrigues | 336 059 | 43,39%    |
| Totais  | Totais  | Totais             | 774 494 |           |
| Fonte:  |         |                    |         |           |